# Riera de Cassoles
La riera de Cassoles, coneguda a l'edat mitjana com a riera de l'Arija, constituïa el límit termener entre els municipis de Gràcia, i Sant Gervasi de Cassoles. L'actual avinguda de la Riera de Cassoles coincideix en el seu traçat, separant els districtes barcelonins homònims.
Recollia les aigües de la riera de Vallcarca a la plaça de Lesseps, que al segle XVII s'anomenava pla de Cassoles, i seguint un traçat sinuós arribava a la Creu Trencada, una antiga creu de terme situada a la part alta de l'actual plaça de Gal·la Placídia, on s'unia a la riera de Sant Gervasi. L'aiguabarreig formava una gran esplanada i es bifurcaven en la riera d'en Malla, que recollia el cabal principal, i la riera de Sant Miquel, que baixava pel carrer que encara avui porta el seu nom, fins a l'actual Passeig de Gràcia.
La riera d'en Malla arribava fins a la Rambla, desembocant al mar a l'actual plaça del Portal de la Pau. Al segle xiv, amb la construcció de la muralla que tancava el Raval, la riera d'en Malla es va desviar cap el fossat, i al segle xix, quan es van enderrocar les muralles, va ser desviada definitivament cap al Bogatell per a fer-la desembocar cap a la platja del Poblenou.
Per a creuar la riera es construïren diversos ponts. El 1878 se n'inauguraren dos, un entre el carrer de Riego (Bretón de los Herreros) a Gràcia i el de Sant Felip (Saragossa) a Sant Gervasi, i l'altre entre els carrers de Sant Gervasi (Carolines) a Gràcia i de Sant Josep (Guillem Tell) a Sant Gervasi.
Les principals finques que limitaven amb la riera de Cassoles eren: 
- La Torre de Gràcia, anomenada també Torre dels Capellans, a l'actual barri del Farró, un gran casalot propietat de la Congregació de Sant Felip Neri des de 1689, que va adquirir el 1857 Antoni de Xuriquer i Andarió, i va convertir l’antic mas agrícola en un casal residencial.;[3]
- La Fontana, per sota de l'actual carrer de les Carolines, casa de pagès de 1883, entre la riera de Cassoles i el carrer Gran, i que donà nom a l'estació de Fontana del Metro;[4]
- A la zona de la Creu Trencada hi havia grans propietats i masies senyorials: Can Regàs, Can Laforja i Can Grasses, amb d'altres de més modestes com Can Cargolet o la Torre de Vallcabra.[1]